# 1748년
1748년은 월요일로 시작하는 윤년이다.

## 연호
- 청(淸) 건륭(乾隆) 13년
- 일본(日本) 엔쿄(延享) 5년 / 간엔(寛延) 원년
- 후 레 왕조(後黎朝) 까인흥(景興) 9년

## 기년
- 류큐(琉球) 쇼케이왕(尚敬王) 36년
- 청(淸) 고종 건륭제(高宗 乾隆帝) 13년
- 조선(朝鮮) 영조(英祖) 24년
- 후 레 왕조(後黎朝) 현종(顯宗) 9년

## 문화
- 몽테스키외 법의 정신 출간.

## 탄생
- 2월 15일 - 영국의 철학자 제러미 벤담. (~1832년)
- 3월 25일 - 프랑스의 성지 순례자, 프란치스코회 제3회원이며 로마 가톨릭교회의 성인 베네딕토 요셉 라브르. (~1783년)
- 8월 30일 - 프랑스의 화가 자크루이 다비드. (~1825년)
- 11월 11일 - 부르봉 왕가의 스페인 왕 카를로스 4세. (~1819년)
- 12월 24일 - 조선 후기의 실학자 유득공. (~1807년)

## 사망
- 1월 1일 - 스위스의 수학자 요한 베르누이. (1667년~)